# 北凉
北凉（397年或401年－439年）是十六国之一。由匈奴支系盧水胡族的首領沮渠蒙逊所建立；另有一種看法認為建立者為段業，此說是以蒙遜堂兄沮渠男成擁立段業于建康（今高台县骆驼城）稱涼州牧、建康公，並改元神璽為立國之始（397年）。

## 歷史
398年，段业迁都张掖。
401年蒙遜誣男成謀反，段業斬男成，蒙遜以此為藉口攻滅段業，仍稱涼州牧，改元永安，因此亦有人以此為北涼立國之時。
北涼首都为张掖，蒙遜自称张掖公。412年迁都姑臧（今甘肃武威），称河西王。最强盛的时候控制今甘肃西部、宁夏、新疆、青海的一部分，是河西一帶最強大的勢力。420年灭西凉。433年蒙逊去世，其子沮渠牧犍继位。439年北魏大军围攻姑臧，沮渠牧犍出降，北涼亡，北魏統一華北。
後牧犍弟沮渠無諱西行至高昌，建立高昌北涼，一般認為已脫離五胡十六國時代之範圍，460年高昌北涼為柔然所攻滅，無諱弟沮渠安周被殺，高昌北涼亦亡。

## 君主头衔
- 凉州牧、建康公 397年5月－399年2月
- 凉王 399年2月－401年6月
- 张掖公 401年6月－412年11月
- 河西王 412年11月－431年9月
- 凉王 431年9月－433年4月
- 河西王 433年4月－439年9月

| 姓名     | 廟號 | 諡號   | 統治時間    | 年號                                                                |
| -------- | ---- | ------ | ----------- | ------------------------------------------------------------------- |
| 段業     | 無   | 無     | 397年-401年 | 神璽 397年-399年 天璽 399年-401年                                   |
| 沮渠蒙遜 | 太祖 | 武宣王 | 401年-433年 | 永安 401年-412年 玄始 412年-428年 承玄 428年-431年 義和 431年-433年 |
| 沮渠牧犍 | 無   | 哀王   | 433年-439年 | 承和 433年-439年                                                    |
| 高昌北凉 |      |        |             |                                                                     |
| 沮渠無諱 | 無   | 無     | 443年-444年 | 承平 443年-444年                                                    |
| 沮渠安周 | 無   | 無     | 444年-460年 | 承平 444年-460年                                                    |

## 世系图
|                              |                              |                              |                              |                              |                              |  |  | 凉武宣王沮渠蒙逊 368-401-433 |                          |                          |                          |                          |                          |  |  |                          |                          |                          |                          |                          |                          |
|                              |                              |                              |                              |                              |                              |  |  |                              |                          |                          |                          |                          |                          |  |  |                          |                          |                          |                          |                          |                          |
|                              |                              |                              |                              |                              |                              |  |  |                              |                          |                          |                          |                          |                          |  |  |                          |                          |                          |                          |                          |                          |
| 凉哀王沮渠牧犍 ?-433-439-447 | 凉哀王沮渠牧犍 ?-433-439-447 | 凉哀王沮渠牧犍 ?-433-439-447 | 凉哀王沮渠牧犍 ?-433-439-447 | 凉哀王沮渠牧犍 ?-433-439-447 | 凉哀王沮渠牧犍 ?-433-439-447 |  |  | 河西王沮渠无讳 ?-439-444     | 河西王沮渠无讳 ?-439-444 | 河西王沮渠无讳 ?-439-444 | 河西王沮渠无讳 ?-439-444 | 河西王沮渠无讳 ?-439-444 | 河西王沮渠无讳 ?-439-444 |  |  | 河西王沮渠安周 ?-444-460 | 河西王沮渠安周 ?-444-460 | 河西王沮渠安周 ?-444-460 | 河西王沮渠安周 ?-444-460 | 河西王沮渠安周 ?-444-460 | 河西王沮渠安周 ?-444-460 |

## 延伸阅读
[在维基数据编辑]
 《晉書·卷129》，出自房玄齡《晉書》
 《北史·卷093》，出自李延壽《北史》